# The Shape of Things
The Shape of Things (Por amor al arte en España) es una obra de 2001 por el director Neil LaBute y una película romántica de comedia-drama de 2003. Se estrenó en el Teatro Almeida, Londres en 2001 con Paul Rudd como Adam, Rachel Weisz como Evelyn, Gretchen Mol como Jenny, y Fred Weller como Phillip. La obra estuvo dirigida por LaBute. De acuerdo a las instrucciones del autor, se realiza sin un intervalo. Los temas centrales en The Shape of Things son preguntas sobre la naturaleza del arte, la psicopatía, la intimidad, exploraciones del amor, y la voluntad de la gente para hacer cosas por el amor. Está situada en una pequeña universidad en American Widwest y se centra en la vida de cuatro jóvenes estudiantes que se involucran en una relación sentimental y romántica.
En 2003, fue hizo en una película con el elenco original.

## Trama
Cuando Adam Sorenson (Paul Rudd), conoce a Evelyn Ann Thompson (Rachel Weisz), una estudiante, en el museo local donde trabaja él, su vida da un giro inesperado. Como nunca había tenido éxito con las mujeres, se siente muy halagado cuando Evelyn muestra interés en él y, por sugerencia de ella, comienza a comer alimentos más saludables, empieza a hacer ejercicio y se compra unas lentes de contacto. Estos primeros cambios en la apariencia física de Adam son bien recibidos por su amigo Phillip (Frederick Weller), y por el antiguo amor y novia de éste, Jenny (Gretchen Mol). Después Evelyn lo engatusa para que se someta a una operación de cirugía plástica y logra persuadirlo.
En la penúltima escena, Adam descubre que solamente ha sido parte del máster de Evelyn, un tema abordado anteriormente en una conversación a lo largo de la película pero que nunca llegó a explicitarse del todo. Evelyn cuenta que su asesor de posgrado le había dado instrucciones de "cambiar el mundo", pero que ella decidió limitarse a cambiar "el mundo de alguien": su trabajo académico ha consistido en "esculpir" a Adam, convirtiéndolo en un ser humano más atractivo. Después lo presenta ante una audiencia de estudiantes y profesores como su creación. En consecuencia, ninguno de los sentimientos hacia él que le ha mostrado a lo largo de la película es auténtico; en ningún momento de su "relación" se ha enamorado de Adam; la cinta de vídeo con su escena de amor solamente es parte de la documentación del proyecto. De hecho, Evelyn anuncia ante una audiencia en vivo en su galería que no se casará con Adam y que el anillo de compromiso que le ha ofrecido él es simplemente una de las exhibiciones de su instalación de arte.
Públicamente humillado y devastado, Adam se encara con Evelyn, exigiendo una explicación de sus acciones. Evelyn responde diciendo que debería estarle agradecido porque, objetivamente hablando, ella ha sido una influencia positiva en su vida, ya que lo ha vuelto más atractivo y ha hecho de él una persona interesante a los ojos de la sociedad.
En los últimos instantes de la película, Adam se queda solo, rodeado por los restos de su vida anterior a Evelyn. Mira una sección de una cinta grabada anteriormente en la película, un momento en que Evelyn le susurra al oído lo que ella describía como la única cosa "verdadera" de su relación. La película termina con Adam rebobinando la cinta una y otra vez, volviendo a verla mientras escucha una y otra vez la verdad de Evelyn.

## Elenco
- Paul Rudd como Adam Sorenson.
- Rachel Weisz como Evelyn Ann Thompson.
- Gretchen Mol como Jenny.
- Frederick Weller como Phillip.